# Cornombre
Cornombre es una localidad situada en la comarca leonesa de Omaña y perteneciente al ayuntamiento de Riello. Pedanía situada a algo más de 1300 metros de altitud, en la ladera sureste de la colina conocida como Corniello. La población es escasa y muy variable en función de la época del año. La máxima ocupación se produce durante las semanas centrales de agosto, alrededor de la celebración de su fiesta mayor, dedicada a Nuestra Señora el día 15. 
La actividad local se centra en labores agrícolas y ganaderas por parte de los residentes habituales pero en el caso de veraneantes o residentes esporádicos ésta cambia hacia el turismo y actividad social, con amplias tertulias sobre aspectos de la actualidad o eventos relevantes de la zona. El turismo, principalmente centrado en el área de la comarca, recibe una parte importante de la atención de los residentes eventuales de Cornombre, grandes caminadores y apasionados de la gastronomía.
El núcleo urbano se divide históricamente en dos barrios, el 
barrio de arriba y el de abajo o cantón. Ambos tienen como punto de encuentro los pilones para abrevar el ganado y recoger agua potable.
Otra característica singular de esta pintoresca población es la abundancia del apellido Bardón, presente en la práctica totalidad de las familias. A nivel genealógico se puede dibujar un completo diagrama de las relaciones con poblaciones cercanas, como Manzaneda de Omaña, Salce, Abelgas o Sosas del Cumbral, con relaciones de parentesco fruto de los trasiegos debidos al pastoreo o labores agrícolas entre dichas poblaciones.
A destacar la ermita de San Roque, actualmente en estado de ruina.